# Aleksandar Tonev
Aleksandar Antonov Tonev (Elin Pelin, Bulgaria, 3 de febrero de 1990), más conocido como Aleksandar Tonev, es un futbolista búlgaro. Juega de mediocampista y su equipo actual es el PFC Botev Plovdiv de la Primera Liga de Bulgaria.

## Selección nacional
Ha sido internacional con la selección de fútbol de Bulgaria; donde hasta ahora, ha jugado 29 partidos internacionales y anotó 5 goles por dicho seleccionado. Incluso participó con las selecciones menores de su país, donde jugó 20 partidos y anotó 4 goles.
| Club                  | Partidos | Goles |
| Selección de Bulgaria | 29       | 5     |
| Bulgaria sub-21       | 15       | 4     |
| Bulgaria sub-19       | 5        | 0     |

## Clubes
| Club                     | País       | Temporadas  | Partidos | Goles |
| CSKA Sofia               | Bulgaria   | 2008 - 2011 | 42       | 4     |
| OFC Sliven 2000 (cedido) | Bulgaria   | 2009 - 2010 | 23       | 1     |
| Lech Poznań              | Polonia    | 2011 - 2013 | 54       | 7     |
| Aston Villa              | Inglaterra | 2013 - 2015 | 17       | 0     |
| Celtic (cedido)          | Escocia    | 2014 - 2015 | 6        | 0     |
| Frosinone                | Italia     | 2015 - 2016 | 22       | 0     |
| Crotone                  | Italia     | 2016 - 2019 | 1        | 0     |
| PFC Botev Plovdiv        | Bulgaria   | 2020 -      |          |       |